# Juncus sparganiifolius
Juncus sparganiifolius är en tågväxtart som beskrevs av Pierre Edmond Boissier, Karl Theodor Kotschy och Franz Georg Philipp Buchenau. Juncus sparganiifolius ingår i släktet tåg, och familjen tågväxter. Inga underarter finns listade i Catalogue of Life.